# Наосліп
«Наосліп» (англ. Blind Side) — американський телевізійний фільм-трилер 1993 року.

## Синопсис
Американська сімейна пара Лінн і Даг Кейнс, власники меблевої компанії, подорожують по Мексиці. На зворотному шляху в ночі вони випадково збивають поліцейського. Вони вирішують не повідомляти в поліцію і уїжджають з місця аварії. Але бродяга на ім'я Джейк Шелл все бачив і починає їх шантажувати.

## У ролях
| Актор                  | Роль                    |
| ---------------------- | ----------------------- |
| Рутгер Гауер           | Джейк Шелл              |
| Ребекка Де Морней      | Лінн Кейнс              |
| Рон Сільвер            | Даг Кейнс               |
| Маріска Гарґітай       | Мелані                  |
| Джонатан Бенкс         | Аарон                   |
| Тамара Клеттербак      | Барбара Голл            |
| Хорхе Сервера молодший | поліціянт 1             |
| Джош Крусі             | поліціянт 2             |
| Девід Лабіоса          | поліціянт 3             |
| Річард Л. Дюран        | мексиканський поліціянт |
| Білл Денс              | доктор Денс             |
| Діана Гсю              | місіс Денс              |
| Джеффрі Рівас          | механік                 |
| Джоанна Санчез         | Вероніка                |